# ونسا دل ریو
ونسا دل ریو (انگلیسی: Vanessa del Rio؛ زاده ۳۱ مارس ۱۹۵۲) بازیگر پورنوگرافی اهل ایالات متحده آمریکا است.